# EPEX Spot Dayahead Auktion

Die Stundenstrompreise für den 10. Februar 2024 nach der Auktion vom 9. Februar 2024

Die Dayahead Auktion der EPEX SPOT ist Teil des sog. Single Day-Ahead Coupling (SDAC) und zentral für die Preisfindung auf den kurzfristigen Strommärkten. In dieser Auktion wird täglich um 12 Uhr MEZ mit einem komplexen Optimierungs-Algorithmus namens EUPHEMIA (EU Pan european Hybrid Electricity Market Integration Algorithm) europaweit ein markträumender Preis für die 24 Stunden des nächsten Tages ermittelt. EUPHEMIA ermittelt weiterhin:
- die bezuschlagten Volumina
- die Nettoposition jeder Gebotszone
- den Fluss durch die Interkonnektoren

Der Algorithmus berücksichtigt somit die Lieferengpässe des europäischen Stromnetzwerks. In unterschiedlichen Bietzonen entstehende unterschiedliche Preise können nur angeglichen werden, wenn die Lieferung von Strom von der billigen in die teurere Bietzone möglich ist. Im Anschluss werden auch alle Stromhandelsgeschäfte an und von der Börse, die den ausgeführten Geboten entsprechen, generiert.
Am 1. Oktober 2025 wird die Dayahead Auktion auf Viertelstundenprodukte umgestellt. Es werden dann in der Auktion die Preise für die 96 Viertelstunden des Folgetages ermittelt.

## Funktion der Auktion im Stromhandel
Stromversorger beschaffen ihren erwarteten Bedarf im Wesentlichen bereits ein oder mehrere Jahre vorher auf den Terminmärkten. Ebenso verkaufen auch die Kraftwerksbetreiber ihre erwartete Produktion bereits auf Termin. Entsprechend ist das Handelsvolumen an den Terminmärkten um mehr als das 7fache höher als an den Spotmärkten.

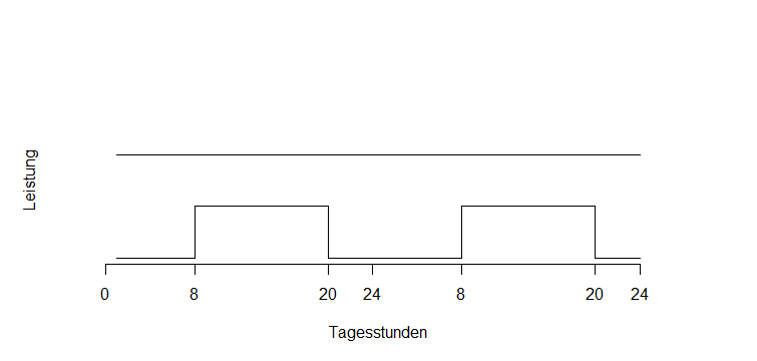
Terminmarktprodukte Base und Peak: Base ist eine durchgehende Bandlieferung. Peak eine Bandlieferung von 8:00–20:00 Uhr

Die EPEX Spot Dayahead Auktion, in der im Idealfall ein europaweit einheitlicher Preis für jede Stunde des Folgetages ermittelt wird, ist ein Ausgleichsmarkt für unerwartete Mengenänderungen.
Sie ermöglicht, Stromprodukte in Stundengranularität zu handeln, während auf dem Terminmarkt im Wesentlichen nur die groben Produkte Base- und Peak gehandelt werden können. Dies ermöglicht kleine Anpassungsgeschäfte, die notwendig sind, um den mit Base- und Peakprodukten approximativ beschafften oder verkauften Fahrplan an den genauen Bedarf des Versorgers oder den genauen Fahrplan des Kraftwerks anzupassen.
In der Auktion stehen somit nicht Versorger auf der Kaufseite und Kraftwerksbetreiber auf der Verkaufsseite. Vielmehr steht auf der Kaufseite beispielsweise ein Windpark, der seine Produktion für den Folgetag überschätzt hat und nun Mengen zurückkaufen muss, um seine Terminverpflichtungen zu erfüllen. Auf der Verkaufsseite steht auch ein Versorger, der seine Absatzmengen überschätzt hat und nun zu viel beschaffte Mengen kurzfristig wieder verkaufen muss. Weiterhin kann ein Versorger oder Kraftwerksbetreiber für den Folgetag in einzelnen Stunden verkaufen und in anderen kaufen, um seine auf Termin abgesicherte Position der stundenscharfen Prognose für den Folgetag anzupassen.
Die EPEX SPOT Dayahead Auktion bestimmt aber die tatsächliche Fahrweise der Kraftwerke. Das liegt daran, dass ein Kraftwerk jeden Tag am Spotmarkt eine oft als Make-or-Buy zusammengefasste Entscheidung trifft. Hat das Kraftwerk seinen erzeugten Strom bereits zu auskömmlichem Preis am Terminmarkt verkauft, am Spotmarkt ergibt sich aber ein Preis unter Grenzkosten, dann ist es für das Kraftwerk sinnvoll, den Strom nicht zu produzieren und stattdessen am Spotmarkt (zurück) zu kaufen. Hat es auf Basis der Terminpreise ursprünglich entschieden zu stehen und nichts verkauft, wird es trotzdem spontan entscheiden zu fahren und Geld zu verdienen, wenn es sich auf Basis der Spotpreise lohnt (siehe Kraftwerkseinsatzoptimierung). Somit muss der Spotpreis genau so hoch sein, dass er die Grenzkosten aller benötigten (und keiner zusätzlichen) Kraftwerke deckt.
Allerdings werden an der Börse, wie wir im Folgenden sehen werden, nicht nur Gebote für einzelne Stunden, sondern, um den An- und Abfahrrestriktionen der Kraftwerke Rechnung zu tragen, auch Blockgebote und Gebote für Fahrpläne für mehrere Stunden verarbeitet. Auch solche Gebote sind dann im Geld, wenn der gebotene Preis pro erzeugte kWh erzielt wird. Bei einer Preissetzung nach Grenzkosten ist dies Fall, wenn die Erlöse für den Fahrplan insgesamt die Grenzkosten der Erzeugung des gesamten Fahrplans decken. Dies schließt nicht aus, dass einzelne Preise im gebotenen Block negativ sind, wenn dies durch sehr hohe Preise, z. B. in der darauf folgenden Stunde, wieder ausgeglichen wird. Preisspitzen und negative Preise, wie sie regelmäßig an der Börse entstehen, stehen somit nicht im Widerspruch zu dem Prinzip einer Preissetzung nach Grenzkosten.
Das Merit-Order-Modell ist ein sehr einfaches Modell, um große Preiseffekte am Spotmarkt zu erklären. Es arbeitet mit Grenzkosten auf stündlicher Basis und vernachlässigt An- und Abfahrrestriktionen. In vielen Studien werden dabei die beim An- und Abfahren entstehenden Kosten entweder überhaupt nicht erwähnt, so z. B. in der vielbeachteten Studie des Fraunhoferinstitutes zum Preiseffekt erneuerbarer Energien aus dem Jahr 2007 oder auf den Zeitraum, den das Kraftwerk fährt oder bietet, umgelegt. Die Tatsache, dass viele Kraftwerke An- und Abfahrrampen haben und einen Mindestzeitraum laufen müssen, bevor sie wieder abfahren können, oder tatsächlich z. B. wegen Fernwärmeleistungsverpflichtungen im Zwangsbetrieb fahren, wird in diesen Studien unbeachtet gelassen. Somit vernachlässigt das Modell die Interdependenz von Tagespreisen und modelliert keine Preisspitzen.

## Bietzonen
Die Bietzonen (auch bidding zones, Gebotszonen oder Strompreiszonen genannt) sind geografische Regionen, für die immer ein einheitlicher Clearingpreis ermittelt wird. Zwischen den Bietzonen werden für die europaweite Angleichung der Preise Netzengpässe berücksichtigt. Die Bietzonen entsprechen im Wesentlichen den europäischen Ländern. Deutschland und Luxemburg befinden sich in einer Bietzone. Anfallende Netzentgelte bei Bietzonen-übergreifenden Geschäften werden bei der Optimierung berücksichtigt.

## Gebotsstrukturen
Der Euphemia-Algorithmus lässt eine Vielzahl unterschiedlicher Gebote zu. Zu unterscheiden sind dabei in erster Linie Stunden- und Blockgebote.

### Stundengebote
Die Stundengebote werden ab dem 11. Juni 2025 auf 15-Minuten-Gebote umgestellt.
Ein Stundengebot muss jedem möglichen Preis eine Menge zuordnen, die auch Null oder negativ sein kann. Darüber hinaus gibt es verschiedene Möglichkeiten:
- Stundengebote können eine Stufenform haben. Auf der Angebotsseite bedeutet dies: Ab einem Preis {\displaystyle p_{1}} wird eine Menge {\displaystyle M_{1}} angeboten, ab einem höheren Preis {\displaystyle p_{2}} eine größere Menge {\displaystyle M_{2}}. Auf der Nachfrageseite bedeutet es: Bis zu einem Preis {\displaystyle x} wird eine Menge {\displaystyle M_{x}} nachgefragt, bei einem höheren Preis ist die nachgefragte Menge geringer. Bei jedem Limitpreis hat dann die aggregierte Gebotskurve einen Sprung.
- Stundengebote können stückweise linear sein. In der deutsch-luxemburgischen Bietzone ist dies stets der Fall. Damit sind dann die aggregierten Angebots- und Nachfragekurven auch stückweise linear.[11]

Für die Stundengebote der deutschen Bietzone können bis zu 256 verschiedene Preis-Mengen-Kombinationen für jede Stunde des Folgetages spezifiziert werden. Die 256 Preise müssen nicht für jede Stunde gleich sein. Preislimits können auf 0,1 €/MWh genau gesetzt werden. Der Minimalpreis der EEX ist derzeit -500 €/MWh, der Maximalpreis 4000 €/MWh. Mindestens diesen Preisen müssen Mengen zugewiesen werden. Dazwischen können für beliebig viele weitere Preise Mengen genannt werden. Mengen für die nicht genannten Preise werden aus den zugeordneten Mengen benachbarter Preise interpoliert.

#### Beispiel: Stadtwerk Vertrieb in Deutschland
Ein Stadtwerk möchte unlimitiert (d. h. zu jedem Preis) 60 MW in der 5. Stunde des Tages kaufen. Das Kaufgebot sieht so aus:
| -500 | 4000 |
| ---- | ---- |
| 60   | 60   |

Zum Preis von -500 €/MWh kauft es 60 MW, ebenso zu 4000 €/MWh. Zu jedem dazwischen liegenden Preis wird die Menge interpoliert. Da links und rechts 60 MW steht, ergibt sich für alle dazwischen liegenden Preise ebenfalls eine Menge von 60 MW.

#### Beispiel: Kraftwerk in Deutschland
Ein Kraftwerk hat variable Kosten von etwa 60 €/MWh und möchte liefern, sobald der Preis 62 €/MWh überschreitet. Das Verkaufgebot sieht so aus:
| -500 | 61,9 | 62,0 | 4000 |
| ---- | ---- | ---- | ---- |
| 0    | 0    | 30   | 30   |

Liegt der Preis zwischen -500 €/MWh und 61,9 €/MWh so liefert das Kraftwerk nichts, liegt der Preis über 62 €/MWh, so liefert das Kraftwerk 30 MW. Zwischen einem Preis von 61,9 €/MWh und 62 €/MWh bietet das Kraftwerk die interpolierte Menge. Das heißt zu einem Preis von 61,95 €/MWh liefert es nur noch 15 MWh.

#### Aggregierte Gebotskurven
Da in der Bietzone Deutschland und Luxemburg die Stundengebote auf der Angebots- und auf der Nachfrageseite jeweils stückweise linear sind, sind die aggregierten Angebots- und Nachfragekurven auch stückweise linear. In gewöhnlichen Marktlagen gibt es bei sehr hohen Preisen einen Überschuss an Verkäufern und bei sehr niedrigen Preisen einen Überschuss an Käufern. Die aggregierte Angebotskurve schneidet sich dann mit der aggregierten Nachfragekurve in einem eindeutig bestimmten Punkt bestehend aus einem Preis und einer Menge. Dieser Preis wäre sodann der markträumende Preis, d. h. derjenige Preis, bei dem Angebot und Nachfrage gleich sind, wenn nicht die Blockgebote hinzukommen würden.

### Blockgebote
Zusätzlich zu einem einfachen Gebot können an der Day-Ahead Auktion der Börse pro Teilnehmer bis zu 100 Blockgebote abgegeben werden. Blockgebote sind auf die Bedürfnisse von Kraftwerksbetreibern abgestimmt. Für Kraftwerke ist der Preis einer einzelnen Stunde in der Regel nicht interessant. Rein technisch sind sie in der Regel nicht in der Lage, einzelne Stunden zu liefern. Wegen hoher An- und Abfahrkosten sind sie daran interessiert, ob es lohnt, für einen Zeitraum von mehreren Stunden hochzufahren und danach wieder abzufahren. Dies lohnt sich, wenn der Durchschnittspreis über mehrere Stunden einen Zielpreis über den variablen Kosten des Kraftwerks erreicht.
Ein einfaches Blockgebot enthält die Angabe „Kauf“/„Verkauf“, einen oder mehrere Zeiträume aufeinanderfolgender Stunden im Gebotszeitraum, jeweils konstante Mengen pro Stunde für die jeweiligen Zeiträume und einen Preis in €/MWh. Weiterhin kann ein Blockgebot als all-or-nothing oder als executed-above-a-minimum-acceptance-ratio definiert werden. Im zweiten Fall kann das Gebot teilausgeübt werden. Es wird dann für jede Stunde des Blockgebots derselbe Teil ausgeübt.
In diesem einfachen Beispiel möchte ein Kraftwerksbetreiber in den Peakstunden von 8:00 bis 20:00 Uhr eine Menge von 30 MW zu einem (durchschnittlichen Preis) von 60 €/MWh liefern. Er ist nicht bereit nur einen Teil der Menge zu liefern, das Gebot muss als ganzes oder gar nicht ausgeübt werden.
| Zeitraum | Menge | Preis | Art            |
| -------- | ----- | ----- | -------------- |
| Peak     | 30    | 60    | all-or-nothing |

Aus Blockgeboten können verbundene Gebote (linked block orders) konstruiert werden, zum Beispiel kann bestimmt werden, dass Gebote nur gemeinsam oder nur komplementär ausgeübt werden können. Eine gemeinsame Gebots-Ausübung kommt zum Beispiel den Bedürfnissen von Pumpspeicherkraftwerken entgegen: Damit das Kraftwerk als Anbieter lieferfähig ist, muss es vorher als Nachfrager Strom eingespeichert haben. Durch exklusiv verbundene (= sich gegenseitig ausschließende) Gebote (exclusive block orders) lässt sich hingegen ein Kraftwerkseinsatz zeitlich optimieren. Beispiel: Ein Kraftwerk möchte 6 Stunden am Tag fahren, wobei es dem Betreiber egal ist, wann der 6-Stunden-Zeitraum stattfindet. Dies lässt sich durch eine Serie von exklusiv verbundenen Geboten für verschiedene Tageszeiten abbilden. Von diesen Geboten kommt dann maximal eines zur Ausführung, und zwar dasjenige mit dem höchsten erzielbaren Durchschnittspreis.
Während die Ermittlung eines markträumenden Preises für alle Stundengebote unproblematisch wäre, ist die Berücksichtigung von Blockgeboten nicht ganz so einfach. Der Limitpreis ist ein Durchschnitt über mehrere Stunden. Es ist nicht möglich, ihn auf einzelne Stunden herunterzubrechen. Ein Blockgebot für einen Durchschnittspreis kann ausführbar sein, auch wenn eine einzelne Stunde darin einen negativen Preis hat. Dafür müssen nur die übrigen Stunden des Blockgebotes einen so hohen Preis erreichen, dass der Durchschnitt über die Stunden des Blockgebots den Limitpreis übersteigt.
Die Angebotslage für einzelne Stunden ist also miteinander gekoppelt. Es gibt für eine einzelne Stunde des Gebotszeitraums keine von vornherein vorliegende Angebotskurve. Dennoch zu markträumenden Preisen für alle beteiligten Stunden zu kommen, erfordert ein iteratives Verfahren, das für den gesamten Gebotszeitraum von 24 bzw. 72 Stunden in einem integrierten Verfahren die Market Clearing Preise für alle Stunden ermittelt.

## Internationaler Stromaustausch
Market-Clearing-Preise werden zunächst für jede Bietzone unabhängig ermittelt. Erst in einem zweiten Schritt werden die Preise der beteiligten Bietzonen in einem weiteren Optimierungslauf so weit wie möglich angeglichen.
Das Verfahren berücksichtigt beim internationalen Austausch
- Netzverluste
- zusätzliche Netzentgelte
- zulässige Netzleistungsrampen.[8]

## Optimierungsfunktion
Der Optimierungsalgorithmus EUPHEMIA ermittelt in einem integrierten Optimierungslauf alle Preise für den gesamten Gebotszeitraum von 24 bzw. 72 Stunden. Für die Preisermittlung wird unterschieden, ob ein Gebot vom Optimierungsverfahren jeweils betrachteten Stundenpreisen im Geld, am Geld oder aus dem Geld ist.
Dabei ist ein Stundengebot
- im Geld, wenn der gebotene Kaufpreis höher bzw. der gebotene Verkaufspreis niedriger als der betrachtete Stundenpreis ist,
- aus dem Geld, wenn der gebotene Kaufpreis niedriger, bzw. der gebotene Verkaufspreis höher als der betrachtete Stundenpreis ist,
- am Geld ist, wenn der gebotene Preis gleich dem betrachteten Stundenpreis ist,
- tief im Geld, wenn der gebotene Kaufpreis um eine vorgegebene Differenz höher bzw. der gebotene Verkaufspreis um eine vorgegebene Differenz niedriger als der betrachtete Stundenpreis ist.

Für Blockgebote werden hierfür die Differenzen von betrachteten und gebotenen Preisen mit den Mengen gewichtet. Es werde beispielsweise Blockverkaufsgebot für alle 24 Stunden zum Gebotspreis {\displaystyle p_{\text{Gebot}}} mit einer konstanten Menge betrachtet. Dann ist dieses Gebot zu betrachteten Stundenpreisen {\displaystyle p_{1},\ldots ,p_{24}}, im Geld, am Geld oder aus dem Geld, je nachdem ob {\displaystyle \sum _{i=1}^{24}(p_{i}-p_{\text{Gebot}})} größer Null, gleich Null oder kleiner Null ist.
In dem folgenden Algorithmus wird dann eine soziale Wohlfahrt (social welfare) genannte Größe, die alle preisabhängigen Einnahmen aller Marktteilnehmer berücksichtigt, unter den Nebenbedingung maximiert, dass
- Gebote aus dem Geld nicht ausgeführt werden,
- Gebote tief im Geld ausgeführt werden,
- möglicherweise gewünschte Bedingungen an Gebote am oder im Geld berücksichtigt werden,
- die Netzkapazitäten berücksichtigt sind.[14]

Die soziale Wohlfahrt ist dabei die Summe aus Käuferüberschuss und Verkäuferüberschuss zuzüglich eventuell vorhandener von dem Preisbildungsverfahren abhängigen Netzentgelten (z. B. Entgelte für die Nutzung länderübergreifender Konnektoren).
- Der Käuferüberschuss ist der Betrag, den die Käufer für ihre bezuschlagten Mengen weniger bezahlen müssen, als wenn sie ihren Gebotspreis berechnet bekämen.[15]

- Der Verkäuferüberschuss ist der Betrag, den die Verkäufer für ihre bezuschlagten Mengen mehr erhalten, als wenn sie ihren Gebotspreis berechnet bekämen.[15]

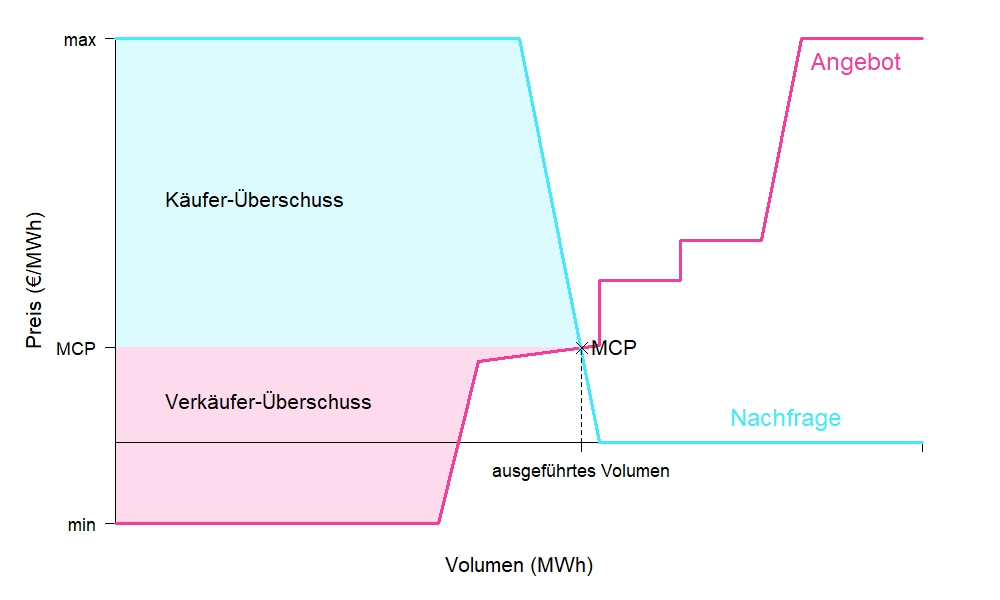
Maximierung der Summe aus Käufer- und Verkäuferüberschuss, nach EUPHEMIA

Betrachtet man zunächst nur die aggregierten Angebots- und Nachfragekurven der Stundengebote, so ist dort jedem Preis {\displaystyle p} eine Menge {\displaystyle M_{p}^{\text{nachgefragt}}} zugeordnet. Der Beitrag zum Käuferüberschuss für einen betrachteten Preis {\displaystyle p_{0}} ergibt sich dann als {\displaystyle \int _{p_{min}}^{p_{0}}M_{p}^{\text{nachgefragt}}\,dp}.
Der Beitrag zum Verkäuferüberschuss für einen betrachteten Preis {\displaystyle p} ergibt sich analog als {\displaystyle \int _{p_{0}}^{p_{max}}M_{p}^{\text{angeboten}}\,dp}.
Sind Angebot- und Nachfrage für eine Stunde des Gebotszeitraums stetige monoton wachsende bzw. fallende Funktionen in Abhängigkeit vom Preis (d. h. sie haben keinen Sprünge), so ist der Preis {\displaystyle p_{0}}, der die soziale Wohlfahrt, also die Summe aus Käufer- und Verkäuferüberschuss, maximiert, durch den eindeutigen Schnittpunkt der Angebots- und Nachfragefunktion gegeben. Nur mit diesem Preis können auch alle Angebote im Geld ausgeführt werden.
Die Blockgebote wandeln jedoch das einfache Problem der Schnittpunktsuche (Nullstelle suchen) in ein mehrdimensionales Problem. Der Vorteil des oben beschriebenen Optimierungsproblems ist, dass ein Marktpreis für jede Stunde des 24 bzw. 72-stündigen Gebotszeitraums gefunden werden kann, obwohl die Gebote der Erzeuger sich nicht in Gebote für einzelne Stunden separieren lassen. Der Beitrag eines Blockgebots zum Käufer- oder Verkäuferüberschuss ergibt auf Grundlage der Formel für die Entscheidung, ob das Gebot im Geld, am Geld oder aus dem Geld ist. Beispielsweise ist für ein Blockverkaufsgebot für alle 24 Stunden des Folgetages für einen Angebotspreis {\displaystyle p_{\text{Gebot}}}, eine gebotene Stundenmenge {\displaystyle M_{\text{Gebot}}} und von betrachtete Stundenpreise {\displaystyle p_{1}\dots p_{24}} der Verkäuferüberschuss gegeben durch: {\displaystyle \max(\,M_{\text{Gebot}}\cdot \sum _{i=1}^{24}(p_{i}-p_{\text{Gebot}})\;,\,0\,)}
Für Stundenpreise {\displaystyle p_{1}\dots p_{24}} bzw. {\displaystyle p_{1}\dots p_{72}} für den Gebotszeitraum prüft der Algorithmus jeweils, welche (Block-)Gebote ausführbar sind und bestimmt die Summe aus Käufer- und Verkäuferüberschuss über alle Gebote. Eine Lösung ist ein optimaler Satz Preise {\displaystyle p_{1}\dots p_{24}} bzw. {\displaystyle p_{1}\dots p_{72}}. Zahlreiche Bedingungen müssen für eine gültige Lösung gelten, z. B. muss die ausgeführte Kaufmenge nicht nur in jeder Stunde gleich der ausgeführten Verkaufsmenge sein, der Strom muss auch in jedem Fall vom Verkäufer zum Käufer transportiert werden können, weiterhin muss der gefundene Preis zwischen Maximal- und Minimalpreis der beteiligten Bietzonen liegen.
Der Optimierungsalgorithmus variiert die Stundenpreise gezielt so lange, bis die soziale Wohlfahrt, vereinfacht die Summe aus Käufer- und Verkäuferüberschuss, für den gesamten Bietzeitraum maximal ist und die gefundene Lösung auch gültig ist. Ist das erzielte Ergebnis nicht eindeutig, werden weitere Optimierungsparameter berücksichtigt. Zum Beispiel wird im Zweifel immer das maximal mögliche Volumen ausgeführt, Grenzflüsse werden minimiert usw. Die gefundene Lösung bestimmt auch, welche Gebote ausgeführt werden inklusive der Teilausführung von Geboten am Geld: Wenn der Beitrag verschiedener Gebote zu den Käufer- und Verkäuferüberschüssen identisch ist, wird ihre Ausführungspriorität und -menge durch ihre Wirkung auf das Netz entscheiden.
Bei der Optimierung des gesamten Tages und der Bestimmung aller Tagespreise {\displaystyle p_{1}\dots p_{24}} bzw. {\displaystyle p_{1}\dots p_{72}} in einem Optimierungslauf, führen die Blockgebote dazu, dass untertägige Preise und ihre Veränderung miteinander gekoppelt sind: Ein negativer Preis zur Mittagszeit (z. B. durch hohe Solareinspeisung ausgelöst) kann zu Spitzenpreisen in der Abendspitze führen, wenn zur Deckung dieser Spitze Kraftwerke benötigt werden, die bereits zur Mittagszeit „Anlauf nehmen“ müssen. Die Verluste aus den negativen Preisen zur Mittagszeit müssen durch sehr hohe Preise zur Stunde des Bedarfs kompensiert werden, damit diese Kraftwerke für das gesamte eingestellte Blockgebot den kostendeckenden Durchschnittspreis erreichen und somit überhaupt fahren. Auf diese Weise können untertägig negative oder sehr niedrige Preise Preisspitzen zu einer anderen Tageszeit hervorrufen.

## Scheitern der europäischen Preisbildung

### Regeln
Die europäische Preisbildung führt in der Regel nicht zu einem einheitlichen Preis für alle Bietzonen. Fehlende Grenzkapazitäten verhindern dies. In diesem Fall werden pro Bietzone unterschiedliche Preise ermittelt. Eine geringe Preisdifferenz zwischen den Bietzonen bleibt allerdings auch bei noch nicht ausgeschöpften grenzüberschreitenden Übertragungskapazitäten bestehen. Die Hauptursache dafür ist, dass für die Nutzung der Grenzkapazitäten Netzentgelte anfallen. Sobald die Preisdifferenzen geringer als die grenzüberschreitenden Netzentgelte werden, lohnt sich ein Ausgleich nicht mehr.
Auch die Preisbildung innerhalb einer Bietzone kann scheitern. Zum Beispiel kann es passieren, dass zu keinem Preis genügend Angebot aufgeboten werden kann, um die Nachfrage zu decken. In diesem Fall entsteht der Maximalpreis von in Deutschland 4000 €/MWh und das vorhandene Angebot wird pro rata auf die Nachfrager verteilt. Wenn nach dem ersten Durchlauf der Auktion die Preisbildung zu scheitern droht, kann in einigen Bietzonen eine zweite Auktion angesetzt werden. Das Orderbuch wird dann für 15 Minuten noch einmal geöffnet. Die Marktteilnehmer können dann ihre Orders so abändern, dass die Situation in der betroffenen Bietzone verbessert wird. Bei unzulässig niedrigen Preisen können die Marktteilnehmer zum Beispiel Nachfragemengen erhöhen oder Angebotsmengen verringern und höhere Preise verlangen. Eine Reduzierung der Nachfragemengen und Preise oder Erhöhung der Angebotsmenge wäre hingegen nicht zulässig.
Dieser Mechanismus (second auction) wurde am 29. Januar 2025 außer Kraft gesetzt.

### Vorkommnis
Bei der Dayahead Auktion für den 26. Juni 2024 gab es bei der EPEX Spot ein technisches Problem im Handelssystem, das im vorgesehenen Zeitrahmen nicht behoben werden konnte. Die länderübergreifende Kopplung der Auktion entfiel „teilweise“. Günstiger Strom insbesondere aus Kernkraftwerken in Frankreich wurde nicht für alle anderen Strommärkte berücksichtigt. Daraufhin griffen in Deutschland, Österreich und anderen Märkten in den sonnen- und windschwachen Stunden die Angebote der teueren Gaskraftwerke, die dann nach den Merit-Order-Regeln den Stundenpreis bildeten. Für diese Stunden stiegen die Strompreise bis zum Zehnfachen des sonst üblichen Preises. Konkret betroffen waren Kunden dynamischer Stromtarife, deren Strompreise direkt an die Preise der Dayahead-Aktion gekoppelt sind. EPEX SPOT sicherte bezüglich dieses Vorfalls eine gründliche Analyse und engen Kontakt mit den nationalen Regulierungsbehörden zu.